# انسان و اسلحه
انسان و اسلحه فیلمی به کارگردانی مجتبی راعی و نویسندگی مجتبی راعی و خلیل آب‌برین محصول سال ۱۳۶۷ است.

## خلاصه داستان
نیروهای شناسایی یکی از تیپ‌های سپاه جهت حمله به مواضع و آزاد سازی مناطقی از خاک کشور مشغول شناسایی می‌شوند. عملیات مزبور توسط نیروهای نفوذی و ستون پنجم دشمن لو رفته و حمله آنها جهت تخمین امکانات و نفرات نیروهای ایرانی و هم چنین به منظور متوقف نمودن پیشروی سپاه ایران صورت می‌گیرد. نیروهای دشمن پس از وارد آوردن خسارت به مواضع ایران و به گمان از بین رفتن فرمانده آنها عقب‌نشینی می‌کنند. در حالیکه مصطفی فرمانده نیروهای ایرانی در جریان حمله عراقی‌ها زخمی و به بیمارستان منتقل می‌شود. ولی با توجه به موقعیت حساس و نیاز مبرم به انجام عملیات، بیمارستان را ترک گفته و حمله در سطح وسیع آغاز می‌شود. با شروع حمله ناگهانی ایران دشمن غافلگیر شده و عملیات نیروهای ایرانی با موفقیت به پایان می‌رسد.

## بازیگران
- فرج‌الله سلحشور
- خسرو ضیایی
- محمد احمدی
- علیرضا اسحاقی
- غلامرضا علی‌اکبری
- عباس شفیعی
- سید جواد هاشمی
- مجید کیخواه
- حمیدی
- نعمت‌الله حمیدی
- اصغر زارع
- حمیدرضا رحمانی
- نعمت‌الله عابدی
- مهدی فلاح
- محمدعلی نصراصفهانی
- جواد مستأجران
- مجید جوانی
- محسن موسوی
- حسین اخلاقی
- سیدجواد اخوت
- محمد دهقان
- محمدعلی امانی
- سیدمحمد حسینی
- محمدعلی گرشاسبی